# Italo Ghizzardi
Italo Ghizzardi (ur. 26 października 1937 w Weronie) – włoski piłkarz, grający na pozycji bramkarza, trener piłkarski.

## Kariera piłkarska
W 1955 rozpoczął karierę piłkarską w miejscowej drużynie Hellas Verona. Następnie do 1972 występował w klubach Prato, Bari, Mantova, Arezzo, Savona i Casale.
W swojej karierze rozegrał 41 spotkań w Serie A.

## Kariera trenerska
W 1978 roku rozpoczął pracę trenerską w Novese. Potem prowadził kluby Savona i Cairese. Pomagał również trenować bramkarzy Genoi.

## Sukcesy i odznaczenia

### Sukcesy klubowe
Verona
- mistrz Serie B (1x): 1956/57

Arezzo
- mistrz Serie C (1x): 1965/66